# Falangismo en Hispanoamérica

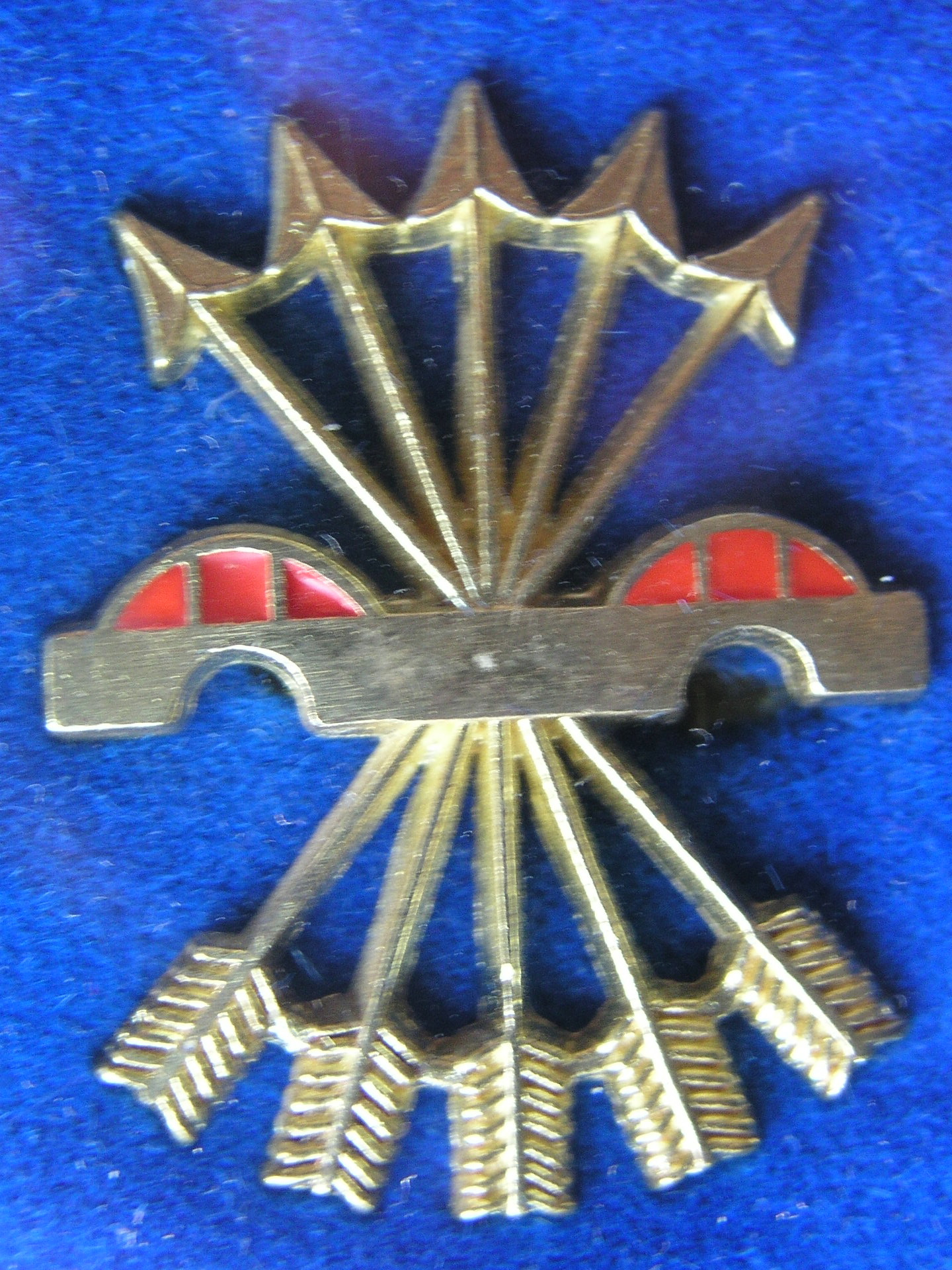
El símbolo falangista del yugo y las flechas (véase Simbología del franquismo).

El falangismo en Hispanoamérica ha estado presente en la vida política de esta parte del mundo desde los años 1930, a través de movimientos políticos que incluyen todos o algunos de entre determinados rasgos, como el nacionalismo, el corporativismo, el totalitarismo, el nacionalsindicalismo y el catolicismo (también se habla de nacionalcatolicismo, y Trevor Roper ha acuñado el concepto de fascismo clerical).
Con una relación más estrecha que con otros fascismos europeos (fascismo italiano, nacionalsocialismo alemán), el falangismo español tenía una explícita pretensión de influir en las naciones de habla española, e influyó en algunos intelectuales y grupos políticos hispanoamericanos.
La aplicación del concepto falangismo a regímenes políticos en Hispanoamérica es más dudosa, como sería el caso de las dictaduras militares de la segunda mitad del siglo XX (Rafael Leónidas Trujillo en la República Dominicana, Alfredo Stroessner en Paraguay o Augusto Pinochet en Chile). Aunque estos dictadores tuvieron relaciones más o menos estrechas con Francisco Franco y su régimen, e ideológicamente pueden haber sido más o menos cercanos, la caracterización de los sistemas políticos que encabezaron es más difícilmente reducible a fascismo o a falangismo. En cambio, eso mismo sí puede hacerse con menor dificultad a un numeroso conjunto de partidos y grupos políticos, que llegan incluso hasta el presente.

## Argentina
Juan Perón construyó su base de poder sobre su alianza con los sindicatos en Argentina, muchos de los cuales apoyaban el sindicalismo mientras que su gobierno mantendría vínculos con Franco. Sin embargo, el falangismo en el país estuvo en gran medida incómodo con el peronismo hasta el surgimiento del Movimiento Nacionalista Tacuara en la década de 1960. Este movimiento violento buscó su inspiración en José Antonio Primo de Rivera y también se inspiró en las obras de Julio Meinvielle , él mismo un gran admirador del falangismo.
Por otra parte, tanto Manuel Gálvez como Juan Carulla respaldaron la "hispanidad" y al hacerlo expresaron una gran admiración por el falangismo, especialmente por Carulla
Actualmente está activo un grupo llamado Falange Auténtica aunque se identifica más con la izquierda del peronismo.

## Bolivia
La Falange Socialista Boliviana (FSB) se fundó el 15 de agosto de 1937 por Oscar Unzaga de la Vega, que pretendía instaurar un futurista «Nuevo Estado Boliviano», con una ideología tercerposicionista y nacionalista, como un movimiento juvenil de estudiantes universitarios y de colegios, proveniente de la llamada «generación del Chaco» (producto de la crisis de identidad por la derrota boliviana ante Paraguay en la guerra del Chaco): Guillermo Koening, Hugo Arias, Federico Mendoza y Germán Aguilar. También formaron parte de su dirección Gonzalo Romero y Gustavo Stumpff. Su programa de principios (17 puntos) utilizaba el argumentario propio del fascismo, con referencias al organicismo y el interclasismo: «...el Nuevo Estado Boliviano será un organismo integral que basado en la voluntad de ser de una Nación, subordinará los intereses personales, de grupo o de clases, al supremo interés de la bolivianidad».
Se opuso al gobierno del Movimiento Nacionalista Revolucionario (MNR).
Un grupo escindido, conocido como Movimiento al Socialismo-Unzaguista surgió en 1987, con David Añez Pedraza. Representando el ala izquierda del falangismo boliviano. De imprecisa ideología, fue en la práctica absorbido en el izquierdista  Movimiento al socialismo de Evo Morales en 1999.
Por otro lado, un grupo con exacerbados ánimos nacionalistas, se formó por jóvenes unzaguistas en el 2000, actualmente son conocidos como la Falange 19 de Abril (Unzaguista), o los Camisas Blancas, tomado el nombre por Oscar Únzaga de la Vega. Está implantado principalmente en las universidades bolivianas y en la zona sur y oriental del país. Actualmente posee vigencia legal en la capital de Bolivia, Sucre, donde pretenden participar de las elecciones municipales de 2011, siendo la única organización con altas dosis de nacionalismo y catolicismo legalmente establecida en Hispanoamérica.
Actualmente Falange Socialista Boliviana se encuentra en proceso de recuperar su personalidad jurídica ante el Tribunal Supremo Electoral del Estado Plurinacional de Bolivia, debiendo para ello obtener alrededor de 106.000 firmas.

## Chile
En 1935 un grupo de jóvenes social-cristianos pertenecientes al Partido Conservador forman el Movimiento Nacional de la Juventud Conservadora, y en 1937 adoptan el nombre de Falange Nacional. Durante esta década la organización se caracteriza por su adhesión al corporativismo católico, así como a un fuerte nacionalismo inspirado en la figura autoritaria de Diego Portales. No obstante, estas posiciones comienzan a matizarse a partir del mismo año de 1937, momento en el cual uno de sus principales líderes, Bernardo Leighton, asume como ministro del Trabajo del gobierno liberal de Arturo Alessandri, y otro de sus referentes, Manuel Antonio Garretón, como diputado por el Partido Conservador. En su relación con la política española, durante esta época la mayor afinidad de la Falange chilena se da con la Confederación Española de Derechas Autónomas, y en particular con las Juventudes de Acción Popular.
En 1938 Falange Nacional se desvincula del conservadurismo, y en 1942 consiguen el apoyo de la administración izquierdista de Juan Antonio Ríos. Luego de la Segunda Guerra Mundial el falangismo chileno se rearticula como un espacio de centro-izquierda, desde el cual en 1957 se  constituye como uno de los grupos fundadores del Partido Demócrata Cristiano de Chile. A pesar de su nombre, durante la mayor parte de su historia la Falange Nacional estuvo formada principalmente de católicos liberales y tuvo poca relación con lo que se suele entender como falangismo o fascismo. Líderes juveniles que adhirieron a formas más próximas al fascismo, como Mario Góngora del Campo, dejaron el movimiento durante sus primeros años de trayectoria.
Un grupo más expresamente falangista, el Movimiento Revolucionario Nacional Sindicalista, aparecería en 1952, aunque no alcanzó la influencia de Falange Nacional. La denominación ha persistido hasta el presente, aunque con menor repercusión. También han organizado un movimiento juvenil, la Guardia Revolucionaria Nacional Sindicalista.

## Colombia
Durante los años 1930, el futuro Presidente de Colombia Laureano Gómez era un entusiasta partidario del falangismo, aunque su fervor decayó con su toma del poder en 1950. No obstante, un grupo falangista estaba activo en el país en los años 1940. Un grupo denominado Falange Nacional Patriótica de Colombia, dice estar activo en la Universidad Nacional de Colombia. Igualmente un Movimiento denominado Alternativa Falangista Colombiana, está tomando fuerza.

## Costa Rica
El presidente de Costa Rica, Teodoro Picado Michalski, quien gobernó entre 1944 y 1948 era admirador del falangismo y del somocismo, e incluso defendió a Francisco Franco ante las Naciones Unidas. No obstante, aún después de terminada la Segunda Guerra Mundial la Delegación Nacional del Servicio Exterior falangista recontaba a Costa Rica como uno de los países hispanos donde aún existía un círculo activo de falangistas. Así mismo, la literatura falangista directamente enviada por la FET desde España se publicaba en Costa Rica entre 1937 y 1946 en periódicos como El Nacionalista y el Gloria a España, mientras dos horas semanales de propaganda falangista eran transmitidas en Costa Rica en los programas de radio La España y El Mundo.

## Cuba
Un pequeño grupo falangista cubano existió de 1936 a 1940 con Antonio Avendaño y Alfonso Serrano Vilariño. Sus actividades terminaron con la ley que prohibía los grupos políticos que hiciera específica referencia a grupos extranjeros.
Aunque el gobierno de Fulgencio Batista mantuvo buenas relaciones con Franco, no puede clasificársele de falangista o fascista, y la única manifestación real del falangismo desde 1940 fue el minúsculo (y probablemente extinto) grupo llamado La Falange Cubana.

## Ecuador
Un grupo conocido como Acción Revolucionaria Nacionalista Ecuatoriana apareció en 1948, influido directamente por falangismo y sinarquismo. Bajo Jorge Luna Yepes reclutaron seguidores entre los jóvenes de clase media-alta, con un programa basado en el catolicismo, el nacionalismo y el anticomunismo. No obstante, el grupo no llegó a ser más que un movimiento violento callejero de apoyo a José María Velasco Ibarra, y no un partido político serio.
Una corriente marginal del falangismo continúa en la Falange Nacional Garciana Ecuatoriana, que parece ser un grupo recién reformado.

## México
El sinarquismo mexicano, que combina el catolicismo con el anticomunismo, tiene al falangismo y al franquismo entre sus múltiples inspiraciones. Sus representante político, la Unión Nacional Sinarquista, fue importante a finales de los años 1930.
Además de este grupo autóctono, un grupo mimético del español, la Falange Española Tradicionalista se formó en México por empresarios españoles para oponerse a la influencia de los que apoyaban a la Segunda República Española durante la guerra civil española, que alcanzaron un gran apoyo del presidente mexicano Lázaro Cárdenas, que facilitó la integración en México a los exiliados republicanos españoles. Este grupo no tuvo alcance más allá de los inmigrantes de origen español.

## Perú
Durante la guerra civil española, se organizaron actividades para ayudar al bando de Francisco Franco, además de la existencia de intelectuales que simpatizaron como José de la Riva Agüero, principal benefactor de la Pontificia Universidad Católica del Perú.
Además de esto, se puede mencionar a la Falange Peruana, activo entre 2005 y 2012, Falange Universitaria, fundada en el año 2009 y presentándose bajo el nombre de "Falange Reformista Universitaria" para las elecciones de la Pontificia Universidad Católica del Perú y al Movimiento Falangista Peruano (MFP), este último formado el 14 de noviembre del 2020 durante las protestas contra Manuel Merino.

## Puerto Rico
Dos pequeños grupos falangista estuvieron activos entre los partidarios de la independencia puertorriqueña. El primero fue la Falange Boricua, que sostiene que fue prohibida el 7 de mayo de 2000 tras la detención de su líder Walter Lozano, mientras intentaba bloquear las bases militares estadounidenses en la isla. Se ha refundado como Movimiento Nacional Sindicalista de Puerto Rico.

## Venezuela
Enrique Parra Bozo, admirador de Franco, y notorio por su catolicismo y anticomunismo, lideró el Partido Auténtico Nacionalista de inspiración falangista. El grupo apoyó el régimen militar de Marcos Pérez Jiménez e incluso intentó, sin éxito, nominar a su líder como candidato a las elecciones presidenciales de 1963 en Venezuela.
Un grupo menor, la Falange Venezolana, está activa en la actualidad y se inspira en personajes falangistas como José Antonio Primo de Rivera, Ramiro Ledesma Ramos, y fascistas como Léon Degrelle y Corneliu Zelea Codreanu.

## Panamá
Influenciados por las ideas de José Antonio Primo de Rivera, Onésimo Redondo Ortega y Ramiro Ledesma Ramos, además de retomar el concepto ideológico del Gobierno del General Omar Torrijos, nace la Falange Patriótica Panameña, que es férreamente antiizquierdista, anticapitalista, antiimperialista (en lo que se refiere a la influencia de cualquiera potencia e ideología capitalista o socialista sobre la nación panameña), antirracista y de ciertos caracteres conservadores (defensa de la fe cristiana, la familia tradicional y la dignidad del hombre), pero plasmados bajo un esquema totalmente revolucionario. Buscan la implantación de un estado nacionalsindicalista en Panamá, para, según sus creencias, poder recuperar la identidad nacional panameña, que según los miembros de esta organización, permanece dormida.